# Stazione di Ripabottoni-Sant'Elia
La stazione di Ripabottoni-Sant'Elia è una stazione ferroviaria della ferrovia Termoli-Campobasso a servizio dei comuni di Ripabottoni e di Sant'Elia a Pianisi. È situata nel territorio comunale di Ripabottoni, dal cui centro dista 6,7 km, mentre dista 9,3 km da Sant'Elia a Pianisi.